# Umar Mustafa al-Muntasir
Umar Mustafa al-Muntasir (arabisch عمر مصطفى المنتصر, DMG ʿUmar Muṣṭafā al-Muntaṣir; * 1939; † 23. Januar 2001 in Deutschland) war vom 1. März 1987 bis zum 7. Oktober 1990 Generalsekretär des Allgemeinen Volkskomitees in Libyen und somit Libyens Premierminister.
Al-Muntasir war Vorsitzender des Allgemeinen Volkskomitees. In der Zeit von 1992 bis 2000 war er als Außenminister des Landes tätig. Er starb in Deutschland, wo er sich zur Behandlung aufhielt.